# Bacidia saxenii
Bacidia saxenii är en lavart som beskrevs av Erichsen. Bacidia saxenii ingår i släktet Bacidia och familjen Ramalinaceae.   Inga underarter finns listade i Catalogue of Life.